# 마르크스주의학생동맹
일본 마르크스주의 학생 동맹(日本マルクス主義学生同盟)은 혁명적 공산주의자 동맹 전국위원회 (1959년에 결성 된 구로다 · 혼다 파) 계열의 학생 조직이다. 약어 마르학동 .
1963년의 혁 공동 전국위원회의 혼다 파 ( 중핵파 )와 구로다 파 ( 혁마르파 )로 분열에 따라 말 학동도 마르 학동 중핵파 및 마르 학동 혁마르파 로 분열했다.

## 개요
1960년 4월 당시의 안보 투쟁의 국면에서 분트의 학생 조직인 사학동에 대항하여 결성되었다. 당시의 말 학동은 공산당을 "우익적", 분트를 "극좌적"이라고 비판하고 중간 계층의 이해를 도모해 세력을 더해 갔다. 안보 투쟁 이후 분트는 붕괴하면서 기능 부전에 빠졌고 분트를 단념한 활동가의 많은 수가 마르학동에 합류 해 급속히 세력을 확대했고, 분트 대신 전학련 의 주도권을 잡았다.
1961년 7월에 전학련 제 17 회 대회에서는 주도권 탈환을 노리는 민청 과 반 마르학동이 합의해서 "츠루야 연합"을 만들었으나 폭력으로 제거하고 전학련을 마르학동 산하에 두었다.
1963년 2월 , 혁 공동 전국위원회에서 의장 · 구로다 간 이치 일파의 혁명적 마르크스 주의자 ( 혁 마르파 )가 분열하면서 대부분의 학생 활동가는 혁 마르파로 이동해 마르학동도 "일본 마르크스주의 학생 동맹 혁명적 마르크스 주의자"( 마르학동 혁마르파)를 자칭했다. 지도부 다수파였던 서기장 · 혼다 노부요시파에 약간의 학생 만이 남았지만, 그들에 의해 혼다 파의 학생 조직이 만들어져 「일본 마르크스주의 학생 동맹 중핵파 "(마르학동 중핵파)를 자칭했다. 마르학동 중핵파는 후 세력을 확대하고 "중핵파"는 혼다 파 전체의 호칭으로 칭해지게 되었다.

## 우치게바의 원흉
1961년 7월에 전학 련 제 17 회 대회에서 마르학동이 반마르학동의 '츠루야 연합'을 배제하고 전학련의 지도권을 굳혔다. 이때 마르학동은 일본의 신좌파 사상 처음 무기를 사용하여 다른 세력을 배제했지만, 이것이 나중에 처참한 살인에 이르게 하는 우치게바 격화의 원흉이라고 할 수 있다.
우치게바 격화의 책임은 이후 중핵파와 혁 마르파 논쟁 중 하나가 되었다. 중핵파는 마르학동이 혁마르파에 붙은 것을 근거로 혁마르파가 우치게바 체질이라고 비난하고 혁마르파는 당시 마르학동을 지휘하고 있던 시미즈 타케오가 중핵파에 붙은 것을 근거로 중핵파가 우치게바 체질이라고 비난했다.